# ماریا ایسه
ماریا ایسه (انگلیسی: Mariya Ise؛ زادهٔ ۲۵ سپتامبر ۱۹۸۸) صداپیشگی در ژاپن، بازیگر، و مجری رادیو اهل ژاپن است.